# Campionato FIA di Formula Regional Middle East 2023
Il Campionato FIA di Formula Regional Middle East 2023 in precedenza noto come Campionato FIA di Formula Regional Asia, è stata la sesta edizione della serie, la prima con la nuova nomenclatura e la seconda con la denominazione Regional. Il campionato presentò un mix di piloti professionisti e amatoriali. La vittoria finale andò al pilota italiano Andrea Kimi Antonelli, con il team indiano Mumbai Falcons.

## Format
Il campionato è formato da cinque round, ognuno con tre gare. La griglia per la seconda gara di ogni round sarà ora stabilita prendendo i risultati di gara uno e capovolgendo le prime 10 posizioni, essendo stata precedentemente impostata utilizzando i giri più veloci di gara uno. Viene introdotta anche la Rookie Cup.

## Team e piloti
| Team                          | N. | Piloti                  | Classe | Round    |
| ----------------------------- | -- | ----------------------- | ------ | -------- |
| PHM Racing                    | 5  | Taylor Barnard          | R      | Tutti    |
| PHM Racing                    | 13 | Joshua Dufek            |        | Tutti    |
| PHM Racing                    | 15 | Nikita Bedrin           | R      | Tutti    |
| VAR-Pinnacle                  | 14 | Tasanapol Intraphuvasak | R      | Tutti    |
| VAR-Pinnacle                  | 23 | Pepe Martí              |        | 1-2, 4-5 |
| VAR-Pinnacle                  | 38 | Rafael Villagómez       |        | 1-4      |
| VAR-Pinnacle                  | 68 | Niels Koolen            |        | Tutti    |
| VAR-Pinnacle                  | 50 | Ayato Iwasaki           | R      | Tutti    |
| Mumbai Falcons Racing Limited | 7  | Lorenzo Fluxá           |        | Tutti    |
| Mumbai Falcons Racing Limited | 8  | Rafael Câmara           | R      | Tutti    |
| Mumbai Falcons Racing Limited | 10 | Dino Beganovic          |        | 1-2      |
| Mumbai Falcons Racing Limited | 12 | Andrea Kimi Antonelli   | R      | Tutti    |
| Mumbai Falcons Racing Limited | 28 | Kirill Smal             |        | 3-5      |
| Prema Powerteam               | 24 | Michael Shin            | R      | Tutti    |
| Prema Powerteam               | 57 | Aiden Neate             | R      | Tutti    |
| R-ace GP                      | 11 | Levente Révész          |        | Tutti    |
| R-ace GP                      | 34 | Francesco Braschi       |        | 1-2      |
| R-ace GP                      | 34 | Martinius Stenshorne    | R      | 3-5      |
| R-ace GP                      | 47 | Nikhil Bohra            | R      | Tutti    |
| R-ace GP                      | 77 | Tim Tramnitz            |        | 4-5      |
| R-ace GP                      | 88 | Matías Zagazeta         |        | 1-3      |
| R&B Racing                    | 2  | Giovanni Maschio        | R      | Tutti    |
| R&B Racing                    | 18 | Cenyu Han               |        | Tutti    |
| R&B Racing                    | 22 | Wang Zhongwei           |        | 1-3      |
| R&B Racing                    | 22 | Ruobin Tang             | R      | 5        |
| R&B Racing                    | 33 | Nikola Tsolov           | R      | 5        |
| Hitech Grand Prix             | 52 | Jak Crawford            |        | 1        |
| Hitech Grand Prix             | 52 | Luke Browning           | R      | 2-3      |
| Hitech Grand Prix             | 53 | Gabriele Minì           |        | 1-2      |
| Hitech Grand Prix             | 54 | Daniel Mavlyutov        |        | Tutti    |
| Hitech Grand Prix             | 55 | Sebastián Montoya       |        | Tutti    |
| Hyderabad Blackbirds con MP   | 60 | Mari Boya               |        | Tutti    |
| Hyderabad Blackbirds con MP   | 61 | Sami Meguetounif        |        | Tutti    |
| Hyderabad Blackbirds con MP   | 62 | Brad Benavides          |        | Tutti    |
| Hyderabad Blackbirds con MP   | 63 | Sebastian Øgaard        | R      | 1, 4     |
| Hyderabad Blackbirds con MP   | 63 | Joshua Dürksen          |        | 2-3      |
| Hyderabad Blackbirds con MP   | 63 | Owen Tangavelou         |        | 5        |

- Il BlackArts Racing Team era tra i team annunciati per partecipare, ma in seguito ha confermato il suo ritiro.

## Calendario e risultati
Dopo due anni in cui il campionato si è svolto solo negli Emirati Arabi Uniti, per la stagione 2023 entra nel calendario il circuito Kuwait Motor Town, in Kuwait.
| Round | Round | Circuito               | Data        | Pole                  | Giro Veloce           | Vincitore             | Team vincitore                | Vincitore Rookie      | Note          |
| ----- | ----- | ---------------------- | ----------- | --------------------- | --------------------- | --------------------- | ----------------------------- | --------------------- | ------------- |
| 1     | G1    | Autodromo di Dubai     | 13 gennaio  | Gabriele Minì         | Dino Beganovic        | Dino Beganovic        | Mumbai Falcons Racing Limited | Taylor Barnard        | [ 17 ] [ 18 ] |
| 1     | G2    | Autodromo di Dubai     | 14 gennaio  |                       | Andrea Kimi Antonelli | Nikhil Bohra          | R-ace GP                      | Nikhil Bohra          | [ 19 ]        |
| 1     | G3    | Autodromo di Dubai     | 14 gennaio  | Andrea Kimi Antonelli | Mari Boya             | Mari Boya             | Hyderabad Blackbirds by MP    | Andrea Kimi Antonelli | [ 17 ] [ 20 ] |
| 2     | G1    | Kuwait Motor Town      | 27 gennaio  | Joshua Dürksen        | Andrea Kimi Antonelli | Dino Beganovic        | Mumbai Falcons Racing Limited | Andrea Kimi Antonelli | [ 21 ] [ 22 ] |
| 2     | G2    | Kuwait Motor Town      | 28 gennaio  |                       | Joshua Dufek          | Taylor Barnard        | PHM Racing                    | Taylor Barnard        | [ 23 ]        |
| 2     | G3    | Kuwait Motor Town      | 28 gennaio  | Sami Meguetounif      | Joshua Dufek          | Sami Meguetounif      | Hyderabad Blackbirds by MP    | Andrea Kimi Antonelli | [ 21 ] [ 24 ] |
| 3     | G1    | Kuwait Motor Town      | 31 gennaio  | Joshua Dürksen        | Taylor Barnard        | Andrea Kimi Antonelli | Mumbai Falcons Racing Limited | Andrea Kimi Antonelli | [ 25 ] [ 26 ] |
| 3     | G2    | Kuwait Motor Town      | 1 febbraio  |                       | Nikhil Bohra          | Andrea Kimi Antonelli | Mumbai Falcons Racing Limited | Andrea Kimi Antonelli | [ 27 ]        |
| 3     | G3    | Kuwait Motor Town      | 1 febbraio  | Sami Meguetounif      | Taylor Barnard        | Taylor Barnard        | PHM Racing                    | Taylor Barnard        | [ 25 ] [ 28 ] |
| 4     | G1    | Autodromo di Dubai     | 11 febbraio | Andrea Kimi Antonelli | Andrea Kimi Antonelli | Andrea Kimi Antonelli | Mumbai Falcons Racing Limited | Andrea Kimi Antonelli | [ 29 ]        |
| 4     | G2    | Autodromo di Dubai     | 12 febbraio |                       | Taylor Barnard        | Pepe Martí            | Pinnacle VAR                  | Taylor Barnard        | [ 30 ]        |
| 4     | G3    | Autodromo di Dubai     | 12 febbraio | Nikita Bedrin         | Joshua Dufek          | Nikita Bedrin         | PHM Racing                    | Nikita Bedrin         | [ 31 ]        |
| 5     | G1    | Circuito di Yas Marina | 18 febbraio | Andrea Kimi Antonelli | Mari Boya             | Mari Boya             | Hyderabad Blackbirds by MP    | Rafael Câmara         | [ 32 ]        |
| 5     | G2    | Circuito di Yas Marina | 19 febbraio |                       | Andrea Kimi Antonelli | Pepe Martí            | Pinnacle VAR                  | Michael Shin          | [ 33 ]        |
| 5     | G3    | Circuito di Yas Marina | 19 febbraio | Nikita Bedrin         | Andrea Kimi Antonelli | Nikita Bedrin         | PHM Racing                    | Nikita Bedrin         | [ 34 ]        |

## Classifica

### Sistema di punteggio
I punti vengono assegnati ai primi 10 piloti
| Posizione | 1º | 2º | 3º | 4º | 5º | 6º | 7º | 8º | 9º | 10º |
| Punti     | 25 | 18 | 15 | 12 | 10 | 8  | 6  | 4  | 2  | 1   |

### Classifica Piloti
| Pos | Piloti                  | DUB | DUB | DUB | KUW | KUW | KUW | KUW | KUW | KUW | DUB | DUB | DUB | ABU | ABU | ABU | Pts |
| --- | ----------------------- | --- | --- | --- | --- | --- | --- | --- | --- | --- | --- | --- | --- | --- | --- | --- | --- |
| 1   | Andrea Kimi Antonelli   | 4   | 6   | 2   | 2   | Rit | 2   | 1   | 1   | 4   | 1   | 10  | 4   | 15  | 14  | 2   | 192 |
| 2   | Taylor Barnard          | 3   | 3   | Rit | 3   | 1   | Rit | 4   | 24  | 1   | 3   | 3   | 2   | 14  | 9   | 4   | 152 |
| 3   | Rafael Câmara           | 5   | 5   | 4   | 18  | 3   | Rit | 2   | Rit | 2   | 2   | 23  | 16  | 3   | 12  | 3   | 131 |
| 4   | Lorenzo Fluxá           | 8   | 4   | 11  | Rit | 13  | 4   | 6   | 3   | 3   | 8   | 2   | 5   | 4   | 5   | 11  | 122 |
| 5   | Mari Boya               | 12  | 13  | 1   | Rit | 14  | 13  | 3   | 4   | 10  | 6   | 4   | 6   | 1   | 11  | 18  | 107 |
| 6   | Joshua Dufek            | 6   | 16  | 13  | 4   | SQ  | 10  | 9   | 7   | 7   | 4   | 6   | 3   | 5   | 4   | 5   | 105 |
| 7   | Pepe Martí              | 14  | 9   | 6   | DN  | 10  | 6   |     |     |     | 10  | 1   | 11  | 6   | 1   | 10  | 79  |
| 8   | Nikita Bedrin           | Rit | 15  | 7   | Rit | 13  | 9   | 5   | Rit | 15  | 5   | 19  | 1   | Rit | 10  | 1   | 78  |
| 9   | Nikhil Bohra            | 10  | 1   | 10  | 8   | 2   | 11  | 19  | 5   | 11  | 18  | 13  | 8   | 7   | 7   | Rit | 75  |
| 10  | Sami Meguetounif        | Rit | Rit | Rit | 17  | 4   | 1   | 25  | 12  | 5   | 13  | 18  | Rit | 2   | Rit | Rit | 65  |
| 11  | Dino Beganovic          | 1   | Rit | 9   | 1   | 20  | 5   |     |     |     |     |     |     |     |     |     | 62  |
| 12  | Aiden Neate             | 9   | 2   | 12  | 4   | 8   | 9   | 8   | 16  | 16  | 9   | 5   | 15  | Rit | 13  | 8   | 58  |
| 13  | Rafael Villagómez       | 17  | 11  | 19  | 6   | 5   | Rit | 7   | 2   | 14  | Rit | 20  | 13  |     |     |     | 44  |
| 14  | Michael Shin            | 19  | 19  | 19  | 5   | 11  | Rit | 18  | 8   | 17  | 17  | 16  | 14  | 10  | 2   | 9   | 35  |
| 15  | Kirill Smal             |     |     |     |     |     |     | 10  | 20  | 25  | 12  | 15  | 7   | 8   | 3   | 7   | 32  |
| 16  | Joshua Dürksen          |     |     |     | Rit | 7   | 3   | 26  | 15  | 6   |     |     |     |     |     |     | 29  |
| 17  | Matías Zagazeta         | 2   | 12  | Rit | 9   | 13  | 7   | 23  | Rit | 9   |     |     |     |     |     |     | 28  |
| 18  | Martinius Stenshorne    |     |     |     |     |     |     | 13  | 11  | 8   | 15  | 9   | 21  | 11  | 8   | 6   | 20  |
| 19  | Tasanapol Intraphuvasak | 16  | 10  | 3   | DN  | 19  | 12  | 11  | 9   | 21  | 23  | 14  | 10  | 16  | 15  | 20  | 19  |
| 20  | Tim Tramnitz            |     |     |     |     |     |     |     |     |     | 7   | 7   | 9   | 21  | 24  | Rit | 14  |
| 21  | Sebastián Montoya       | 15  | 18  | 18  | Rit | Rit | 16  | 13  | 6   | 13  | 14  | 8   | 12  | 12  | 17  | 21  | 12  |
| 22  | Gabriele Minì           | 11  | 17  | 5   | Rit | Rit | 19  |     |     |     |     |     |     |     |     |     | 10  |
| 23  | Nikola Tsolov           |     |     |     |     |     |     |     |     |     |     |     |     | 9   | 6   | 15  | 10  |
| 24  | Sebastian Øgaard        | 7   | 8   | 17  |     |     |     |     |     |     | 19  | 17  | 17  |     |     |     | 10  |
| 25  | Levente Révész          | Rit | Rit | 14  | 10  | 6   | 17  | 15  | 13  | 12  | 16  | 12  | 20  | 17  | 20  | Rit | 9   |
| 26  | Luke Browning           |     |     |     | 7   | 9   | 20  | 16  | 14  | Rit |     |     |     |     |     |     | 8   |
| 27  | Francesco Braschi       | 13  | 7   | 16  | Rit | 17  | 18  |     |     |     |     |     |     |     |     |     | 6   |
| 28  | Jak Crawford            | 19  | 14  | 8   |     |     |     |     |     |     |     |     |     |     |     |     | 4   |
| 29  | Brad Benavides          | 24  | 21  | 15  | Rit | DN  | DN  | 12  | 10  | Rit | 11  | 11  | 22  | 18  | 16  | 13  | 1   |
| 30  | Giovanni Maschio        | 20  | 20  | 24  | 11  | 20  | 15  | 17  | 17  | 19  | 24  | Rit | 19  | 24  | Rit | 19  | 0   |
| 31  | Niels Koolen            | 22  | 22  | 21  | 12  | 21  | 21  | 20  | 21  | 22  | 22  | Rit | 18  | 20  | 21  | 14  | 0   |
| 32  | Daniel Mavlyutov        | 23  | 23  | 22  | 16  | 22  | 22  | 22  | 19  | SQ  | 21  | 22  | Rit | 22  | 22  | 12  | 0   |
| 33  | Owen Tangavelou         |     |     |     |     |     |     |     |     |     |     |     |     | 13  | 18  | Rit | 0   |
| 34  | Wang Zhongwei           | DN  | DN  | DN  | 13  | 23  | 23  | 24  | 22  | 23  |     |     |     |     |     |     | 0   |
| 35  | Cenyu Han               | 21  | 24  | 23  | 15  | 19  | 14  | 21  | 23  | 18  | 20  | 21  | Rit | 19  | 19  | 17  | 0   |
| 36  | Ruobin Tang             |     |     |     |     |     |     |     |     |     |     |     |     | 23  | 23  | 16  | 0   |
| 37  | Ayato Iwasaki           |     |     |     |     |     |     | Rit | 18  | 20  |     |     |     |     |     |     | 0   |
| Pos | Piloti                  | DUB | DUB | DUB | KUW | KUW | KUW | KUW | KUW | KUW | DUB | DUB | DUB | ABU | ABU | ABU | Pts |

### Rookie Cup
| Pos | Piloti                  | DUB | DUB | DUB | KUW | KUW | KUW | KUW | KUW | KUW | DUB | DUB | DUB | ABU | ABU | ABU | Pts |
| --- | ----------------------- | --- | --- | --- | --- | --- | --- | --- | --- | --- | --- | --- | --- | --- | --- | --- | --- |
| 1   | Andrea Kimi Antonelli   | 2   | 5   | 1   | 1   | Rit | 1   | 1   | 1   | 3   | 1   | 4   | 3   | 8   | 9   | 2   | 224 |
| 2   | Taylor Barnard          | 1   | 3   | Rit | 6   | 1   | Rit | 3   | 10  | 1   | 3   | 1   | 2   | 7   | 11  | 4   | 190 |
| 3   | Nikhil Bohra            | 6   | 1   | 5   | 4   | 2   | 4   | 11  | 2   | 5   | 9   | 5   | 5   | 2   | 4   | Rit | 165 |
| 4   | Rafael Câmara           | 3   | 4   | 3   | 8   | 3   | Rit | 2   | Rit | 2   | 2   | 12  | 9   | 1   | 7   | 3   | 163 |
| 5   | Aiden Neate             | 5   | 2   | 6   | 2   | 4   | 3   | 5   | 6   | 7   | 6   | 2   | 8   | Rit | 8   | 7   | 147 |
| 6   | Nikita Bedrin           | Rit | 8   | 4   | Rit | 6   | 2   | 4   | Rit | 6   | 4   | 10  | 1   | Rit | 6   | 1   | 133 |
| 7   | Michael Shin            | 8   | 9   | 8   | 3   | 5   | Rit | 10  | 3   | 8   | 8   | 8   | 7   | 5   | 1   | 8   | 108 |
| 8   | Tasanapol Intraphuvasak | 7   | 7   | 2   | DN  | 7   | 5   | 7   | 4   | 10  | 10  | 6   | 6   | 9   | 10  | 13  | 84  |
| 9   | Kirill Smal             |     |     |     |     |     |     | 6   | 9   | 11  | 7   | 7   | 4   | 3   | 2   | 6   | 77  |
| 10  | Martinius Stenshorne    |     |     |     |     |     |     | 8   | 5   | 4   | 5   | 3   | 12  | 6   | 5   | 5   | 75  |
| 11  | Giovanni Maschio        | 9   | 10  | 9   | 5   | 8   | 6   | 9   | 7   | 9   | Rit | Rit | 11  | 12  | Rit | 12  | 36  |
| 12  | Sebastian Øgaard        | 4   | 6   | 7   |     |     |     |     |     |     | 11  | 9   | 10  |     |     |     | 30  |
| 13  | Nikola Tsolov           |     |     |     |     |     |     |     |     |     |     |     |     | 4   | 3   | 10  | 28  |
| 14  | Daniel Mavlyutov        | 10  | 11  | 10  | 8   | 9   | 7   | 12  | 8   | SQ  | 12  | 11  | Rit | 10  | 12  | 9   | 24  |
| 15  | Ruobin Tang             |     |     |     |     |     |     |     |     |     |     |     |     | 11  | 13  | 11  | 0   |
| Pos | Piloti                  | DUB | DUB | DUB | KUW | KUW | KUW | KUW | KUW | KUW | DUB | DUB | DUB | ABU | ABU | ABU | Pts |

### Classifica Team
Prima di ogni evento, i team nomineranno due piloti che accumulano punti per le squadre.
| Pos | Team                          | Pts |
| --- | ----------------------------- | --- |
| 1   | Mumbai Falcons Racing Limited | 338 |
| 2   | PHM Racing                    | 247 |
| 3   | Hyderabad Blackbirds by MP    | 135 |
| 4   | Pinnacle VAR                  | 124 |
| 5   | R-ace GP                      | 95  |
| 6   | Prema Racing                  | 93  |
| 7   | Hitech Grand Prix             | 34  |
| 8   | R&B Racing                    | 10  |